# Bajka o krasnoludkach
Bajka o lisku i krasnoludkach / Bajka o krasnoludkach (ang. The Gnomes' Great Adventure) – amerykański film animowany w reżyserii Harveya Weinsteina zrealizowany na podstawie hiszpańskiego serialu animowanego David, el Gnomo. Istnieją dwie wersje filmu: Bajka o lisku i krasnoludkach (wersja z 1987 roku) oraz Bajka o krasnoludkach (wersja z 1995 roku).

## Bajka o lisku i krasnoludkach (1987)

### Obsada (głosy)
- Tom Bosley jako David the Gnome
- Christopher Plummer jako narrator
- Bob Elliott jako Fred
- Ray Goulding jako Ed
- Frank Gorshin jako Holler / Carlo / Omar / Prince Gustav
- Tony Randall jako Gnome King / Ghost of the Black Lake
- Jane Woods jako Lisa
- Vlasta Vrána jako Swift
- Barbara Poggemiller jako Susan
- Richard Dumont jako Król
- Adrian Knight jako Pit
- Rob Roy jako Pat
- Marc Denis jako Pot

## Bajka o krasnoludkach (1995)

### Obsada (głosy)
- Stuart Organ jako David
- Gavin Muir jako mężczyzna / król / Pit
- Stephen Bent jako Holler / Pat
- Regina Reagan jako Susan / Twinkle
- Claire Woyka jako Lisa
- John Vernon jako Omar / Master Ghost
- Steve Edwin jako Swift
- Juliet Prague jako Tom

## Wersja polska

### VHS
Bajka o lisku i krasnoludkach − wersja wydana na VHS. Wersja z angielskim dubbingiem i polskim lektorem.
- Opracowanie wersji polskiej: Ant Studio
- Lektor: Mariusz Siudziński

### DVD
Bajka o krasnoludkach − wersja wydana na DVD. Wersja z angielskim dubbingiem i polskim lektorem.
- Dystrybucja w Polsce: Welpol
- Opracowanie wersji polskiej: Studio Start w Łodzi
- Udźwiękowienie: Studio Europa
- Tekst: Małgorzata Kasprzak na podstawie tłumaczenia Magdaleny Nikodemskiej
- Lektor: Paweł Siedlik